# Internationales Eishockeyturnier Berlin 1909

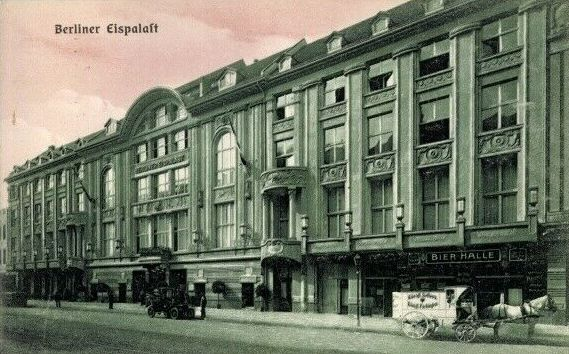
Berliner Eispalast

Das zweite internationale Eishockeyturnier in Berlin wurde vom Berliner Schlittschuhclub im Berliner Eispalast organisiert. Es fand vom 3. bis 6. März 1909 mit sechs Mannschaften statt, gespielt wurden zwei Spielhälften à 20 Minuten. Zeitgleich fand ein Eiskunstlaufwettbewerb statt, dessen Herrenkonkurrenz durch Steiner (Trainings-Eis-Klub Wien) gewonnen wurde.

## Vorrunde
| 3. März 1909 | Berliner Hockey Club | 11:0 (4:0, 7:0) Spielbericht | SC Charlottenburg | Eispalast, Berlin |

| 4. März 1909 | Berliner Schlittschuhclub Bruno Grauel Kutscher | 7:2 (4:1, 3:1) Spielbericht | Slavia/ČSS Prag Jaroslav Jarkovský Jan Palouš | Eispalast, Berlin |

### Halbfinale
| 5. März 1909 | Berliner Hockey Club | 1:3 (1:3, 0:0) Spielbericht | Brussels Ice Hockey Club | Eispalast, Berlin |

| 6. März 1909 vormittags | Berliner Schlittschuhclub | 1:3 (-:-, -:-) Spielbericht | Akademischer SC 1906 Dresden | Eispalast, Berlin |

### Finale
| 6. März 1909 abends | Akademischer SC 1906 Dresden | 5:3 n. V. (2:0, 0:2, 1:1, 2:0) Spielbericht | Brussels Ice Hockey Club | Eispalast, Berlin |

## Mannschaftskader

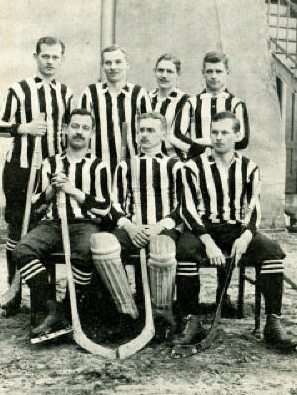
Spieler des Berliner Schlittschuhclubs: Hinten (v.l.n.r) Anders Jakob, Bruno Grauel, C. M. Lüdecke, G. Kutscher; Vorne Alfred Steinke, Willi Bliesener und Werner Glimm

| Akademischer SC 1906 Dresden | Stürmer: Robert Tikkanen, Charles Hartley, G. Green; Rover: Gerhard Tavel, Jacobi; Abwehr: Ove Collett; Torhüter: Albert Marquard                         |
| Brussels Ice Hockey Club     | Stürmer: Etienne Coupez, William Duden, Freddy Charlier; Rover: Henri Van den Bulcke; Abwehr: Pichuèque, Roger Van der Straten-Ponthoz; Torhüter: Ehrlich |
| Berliner Schlittschuhclub    | Stürmer: G. Kutscher, Bruno Grauel, Anders Jakob; Rover: Alfred Steinke, Müller; Abwehr: C. M. Lüdecke; Torhüter: Willi Bliesener                         |
| Berliner Hockey Club         | Stürmer: Killam, Guderian, Doerry; Rover: Lindemann, Baer; Abwehr: Mever; Torhüter: Raque                                                                 |
| Slavia/ČSS Prag              | Stürmer: Jaroslav Jarkovský, Otakar Vindyš, Ctibor Malý; Rover: Jan Palouš; Abwehr: Jan Fleischmann, Fallyn; Torhüter: Josef Gruss                        |
| SC Charlottenburg            | Stürmer: Martin, Wiemann, Erich Warmuth; Rover: Krokowski, Krüger; Abwehr: Hoffmann Torhüter: Partecke                                                    |